# Ixodes rageaui
Ixodes rageaui este o specie de căpușe din genul Ixodes, familia Ixodidae, descrisă de Joseph Charles Arthur în anul 1958.
Este endemică în Camerun. Conform Catalogue of Life specia Ixodes rageaui nu are subspecii cunoscute.